# 戸隠神社 (幸手市)
戸隠神社（とがくしじんじゃ）は、埼玉県幸手市の神社。

## 歴史
1671年（寛文11年）に創建された。当時は「杉山組」という地名で、この杉山組を開発した小曽根家が、出身地である信濃国水内郡（現・長野県長野市）の戸隠神社から分霊を勧請して創建された。近くの正福院が別当寺であった。
1873年（明治6年）、近代社格制度に基づく「村社」に列せられた。
かつては歯痛を治すというご利益があるとされた。神前に供えられた楊枝を持って帰り、その楊枝で痛い部分を擦り、治ると新しい楊枝と梨を献上するというものであった。現在の同県北葛飾郡杉戸町に位置する永福寺の施餓鬼の帰りに、当社に立ち寄ってお礼参りする姿が見られたという。戦後の歯科医療の発達により、以前よりは廃れてきたという。

## 交通アクセス
- 路線バス平野停留所より徒歩24分。